# Nina Statkevičová
Nina Andrejevna Statkevičová (rusky Нина Андреевна Статкевич; * 16. února 1944 Leningrad, Ruská SFSR) je bývalá sovětská rychlobruslařka.
Na velkých mezinárodních závodech poprvé startovala v roce 1970, Mistrovství Evropy vyhrála, z Mistrovství světa ve sprintu si přivezla stříbrnou medaili, na Mistrovství světa ve víceboji skončila na 17. místě. Již o rok později na vícebojařském šampionátu vybojovala zlato a na evropském šampionátu obhájila zlatou medaili, sprinterský šampionát dokončila na sedmé příčce. V následujících dvou letech byla na mistrovstvích světa ve víceboji čtvrtá, z mistrovství Evropy si přivezla stříbro a bronz. Startovala na Zimních olympijských hrách 1972, na tratích 1000 a 3000 m dojela na pátém místě, na patnáctistovce byla šestá. V roce 1974 získala další cenné kovy – stříbrnou medaili na Mistrovství Evropy a bronzovou medaili na Mistrovství světa ve víceboji, na Mistrovství světa ve sprintu byla pátá. Zúčastnila se zimní olympiády 1976, v závodě na 1500 m byla patnáctá, na dvojnásobné trati třináctá. Je sedminásobnou medailistkou ze sovětských šampionátů v letech 1970–1974. Po sezóně 1975/1976 ukončila sportovní kariéru.